# Vespa crabronioformis
Vespa crabronioformis är en getingart som beskrevs av Oswald Heer 1867. Vespa crabronioformis ingår i släktet bålgetingar, och familjen getingar. Inga underarter finns listade i Catalogue of Life.